# Torres Blancas
Torres Blancas es un edificio de Madrid, España, ejemplo de arquitectura organicista y brutalista, con la peculiaridad de que se aplica a un bloque de viviendas de lujo en lugar de económicas.Se encuentra en la confluencia del número 2 de la calle Corazón de María con el número 37 de la avenida de América.
El proyecto, firmado por Francisco Javier Sáenz de Oiza como arquitecto y la participación de ingenieros como Leonardo Fernández Troyano y Carlos Fernández Casado , es de 1961, y las obras se prolongaron desde 1964 hasta 1968. Con este edificio, su primer proyecto internacionalmente conocido, Sáenz de Oíza, ganó el premio de la Excelencia Europea en 1974.
El edificio fue un experimento propiciado por un cliente, Juan Huarte Beaumont (propietario de la constructora del mismo nombre, Huarte), que se significó en los años 1960 por su apoyo a la vanguardia española, construyendo algunos de los mejores edificios de España en los años 1960 y 1970. Corresponde a la llamada etapa orgánica de la arquitectura madrileña con marcada tendencia neoexpresionista y sugerencias surrealistas, todo ello sumado a su carácter experimental. Esta obra única supone la consumación y manifestación real de las corrientes organicistas-expresionistas en boga durante esos años. 
Su construcción llevó la imagen de Oíza al panorama internacional a través de su difusión en las publicaciones periódicas especializadas de la época entre 1960 y 1980, convirtiéndolo en uno de los arquitectos españoles con mayor presencia en el extranjero.

## Características

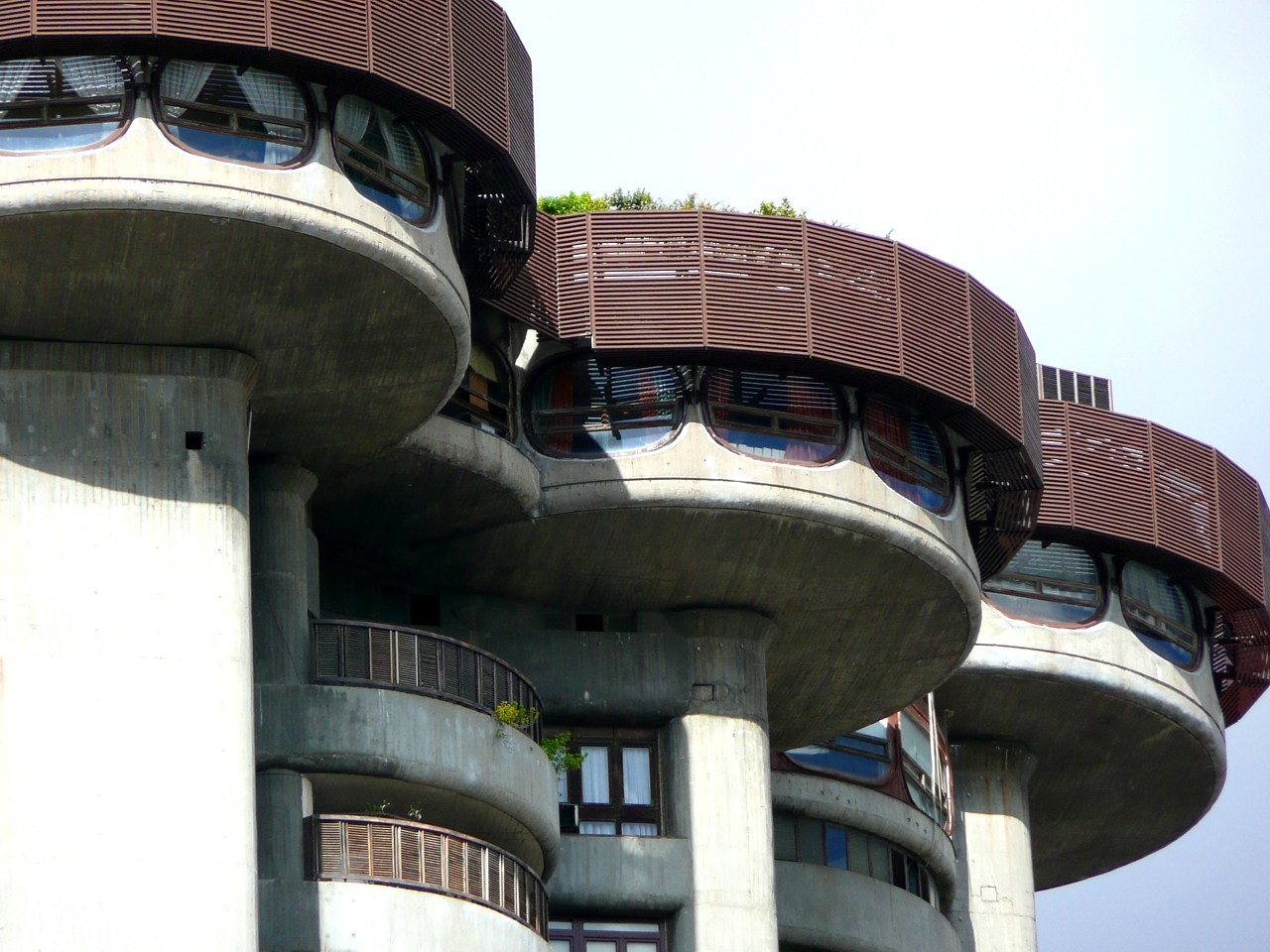
Detalle de la azotea.

El edificio, de 81 metros de altura, es una estructura a base de cilindros rodeados en todo su perímetro por balcones con celosías de madera. Tiene veintitrés plantas, destinadas a viviendas y oficinas, más una planta adicional en lo alto del edificio, dos plantas de sótano y la planta de acceso. Hay una planta de servicios reservada para las instalaciones generales entre las plantas 21 y 22, y en la azotea hay una serpenteante piscina.
El término torres en plural se debe a que originalmente el proyecto constaba de dos inmuebles, pero se canceló la construcción de uno de ellos. Blancas se debe a una pequeña artimañana del arquitecto en las presentaciones previas para intentar que el proyecto obtuviera la licencia a pesar de lo arriesgado del mismo. La estructura del edificio es de hormigón armado, y carece de pilares. Son las paredes externas y la estructura vertical interna los elementos que garantizan las funciones de sustentación.
La pretensión de Oíza era construir un edificio de viviendas singular, de gran altura, que creciera orgánicamente, como un árbol, recorrido verticalmente por escaleras, ascensores e instalaciones, como si fueran los vasos leñosos del árbol y con las terrazas curvas agrupadas como si fuesen las hojas de las ramas.
Oíza tomó de Le Corbusier la idea del racionalismo de construir viviendas con jardines en altura y de Frank Lloyd Wright las propuestas organicistas de su torre Price, realizando una síntesis personal de ambas tendencias, que es generalmente reconocida como una de las obras maestras del organicismo. Sin embargo, tras un paulatino proceso de transformación- en el que se fueron fijando cada vez más unos espacios en principio previstos a resolver según el criterio del usuario, o simplificando sus definitivamente circulares formas- , Oíza crea una obra de excepcional originalidad e interesantes soluciones estructurales y plásticas. Dadas las posibilidades y resistencia del hormigón, pretende conseguir una ciudad-jardín desarrollada en la vertical de una torre, pero mediante una macroestructura que asume sus propios aparcamientos bajo tierra, que posibilita la combinación en svástica de varios tipos de vivienda, fluidos espacialmente en la horizontal e interpenetrados en sección, en la que amplias terrazas suponen psicológicamente un necesario reencuentro entre el ser humano y la naturaleza, para por fin culminar en unos servicios colectivos propios de la vida moderna. El resultado final es una obra expresionista, "barroca", con ribetes surrealistas apreciables, pero sobre todo organicista y brutalista.

## Repercusiones
El edificio, considerado por muchos expertos como de excepcional valor e irrepetible, fue reconocido en el medio profesional con el Premio C.O.A.M. 1971, pero no fue comprendido por muchos usuarios - unos molestos por el inhóspito lugar en el que se levantó entonces, otros porque el edificio no les ofrecía lujo innecesario sino arquitectura-, y no llegó a crear escuela. Tan sólo fue recordado enseguida por Luis Alfonso Pagán en su conjunto residencial "Los Manantiales" (1969-1974, Torremolinos, Málaga).

## En la cultura popular
El edificio ha acogido la grabación de varios videoclips:
| Año  | Canción    | Artista(s)              | Ref.  |
| ---- | ---------- | ----------------------- | ----- |
| 2021 | Los Tontos | C. Tangana, Kiko Veneno | [ 8 ] |
| 2023 | don't liE  | Duki, Quevedo           | [ 9 ] |

## Galería de imágenes

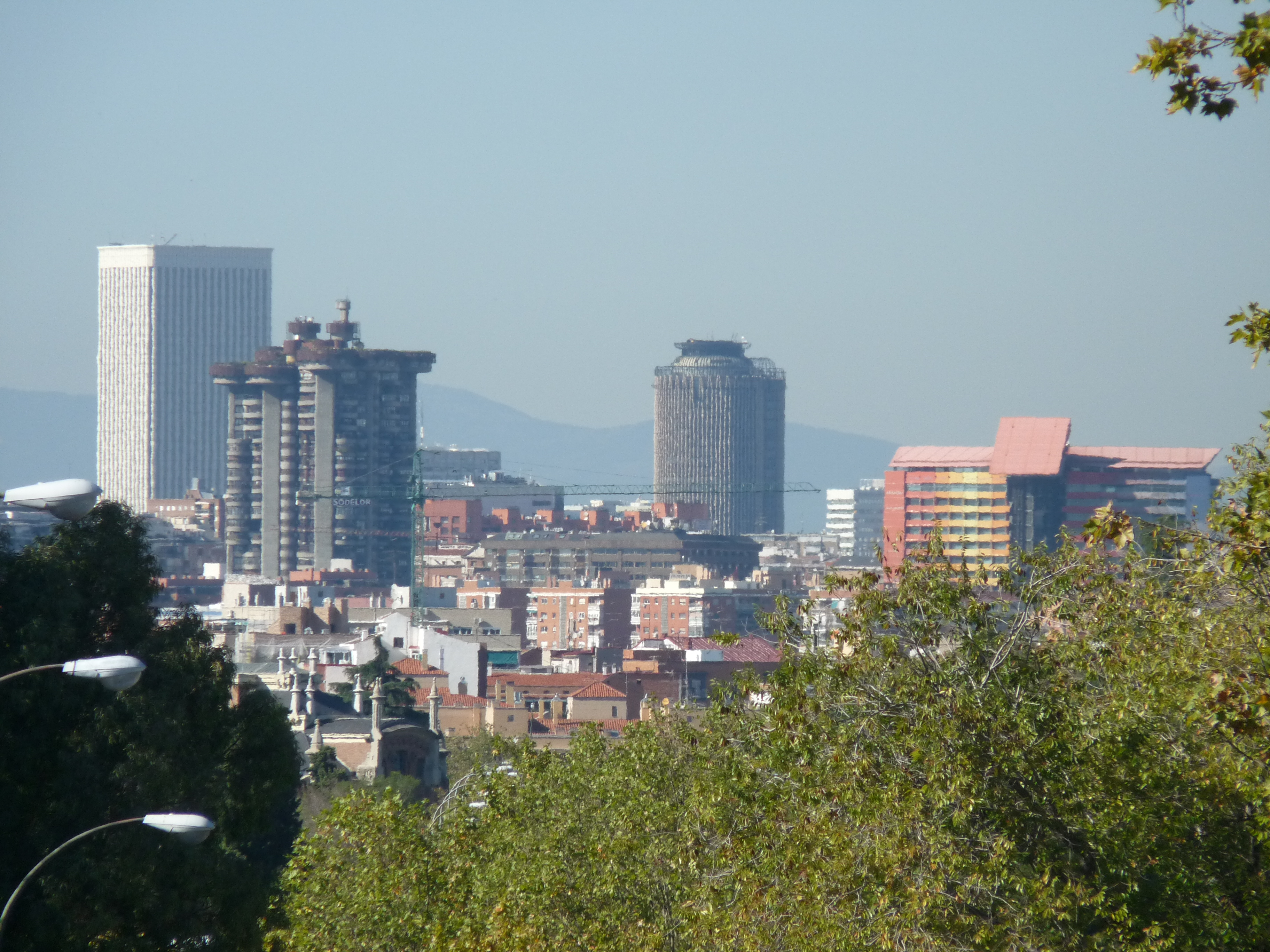
En la panorámica de Madrid
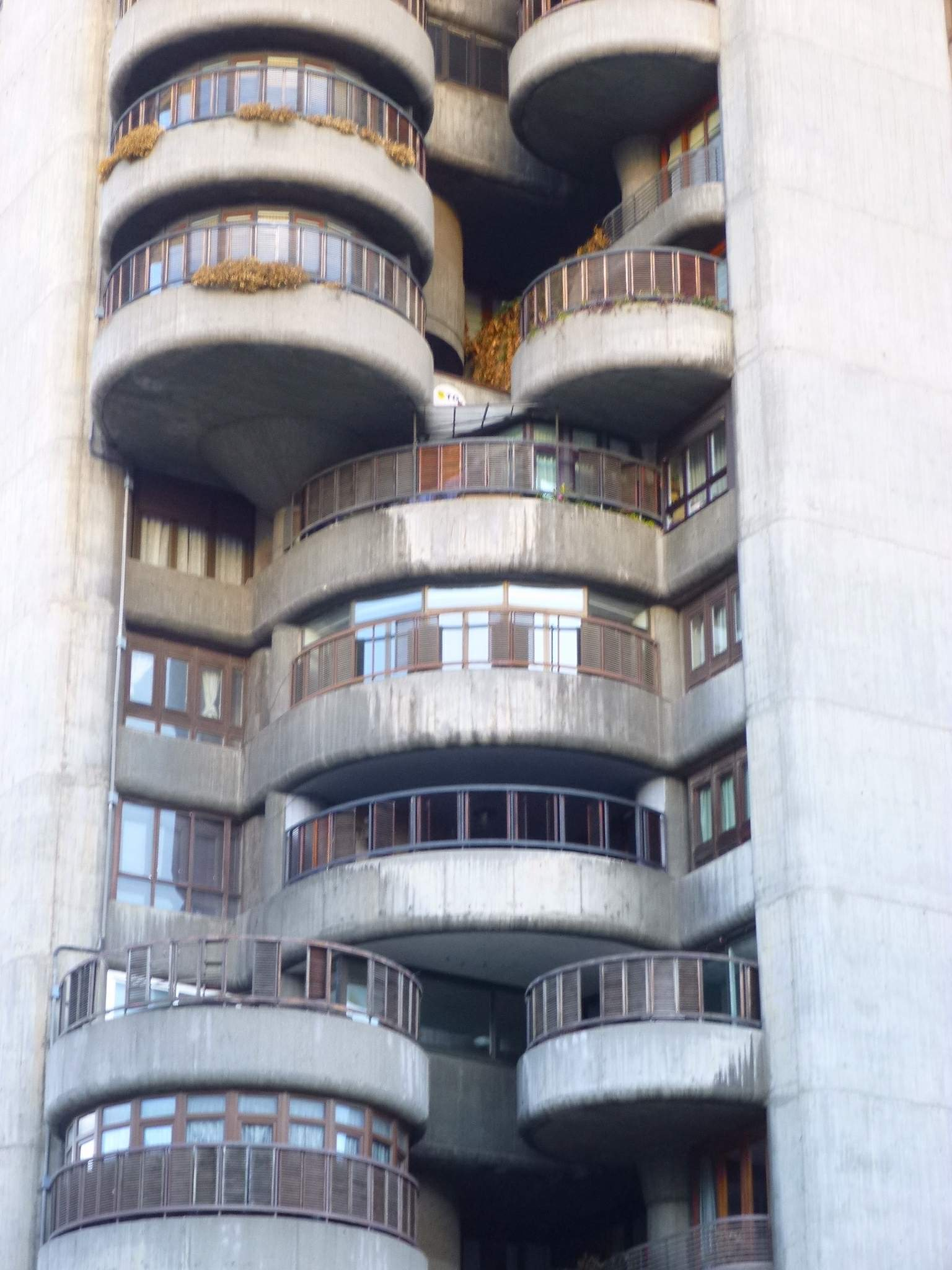
Balcones
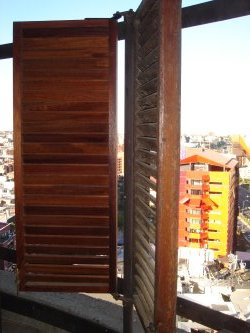
Celosías de madera
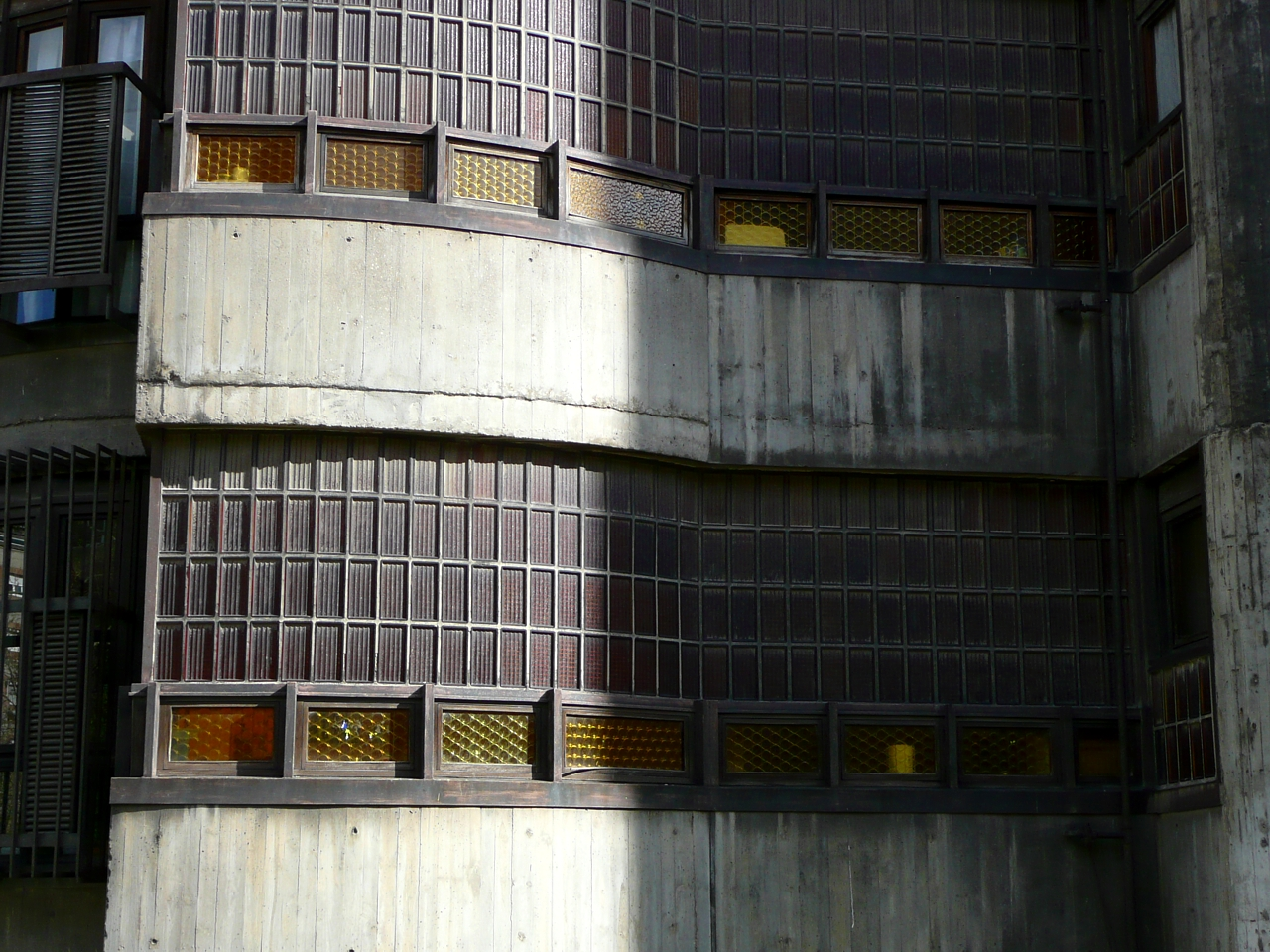
Ventanas de colores
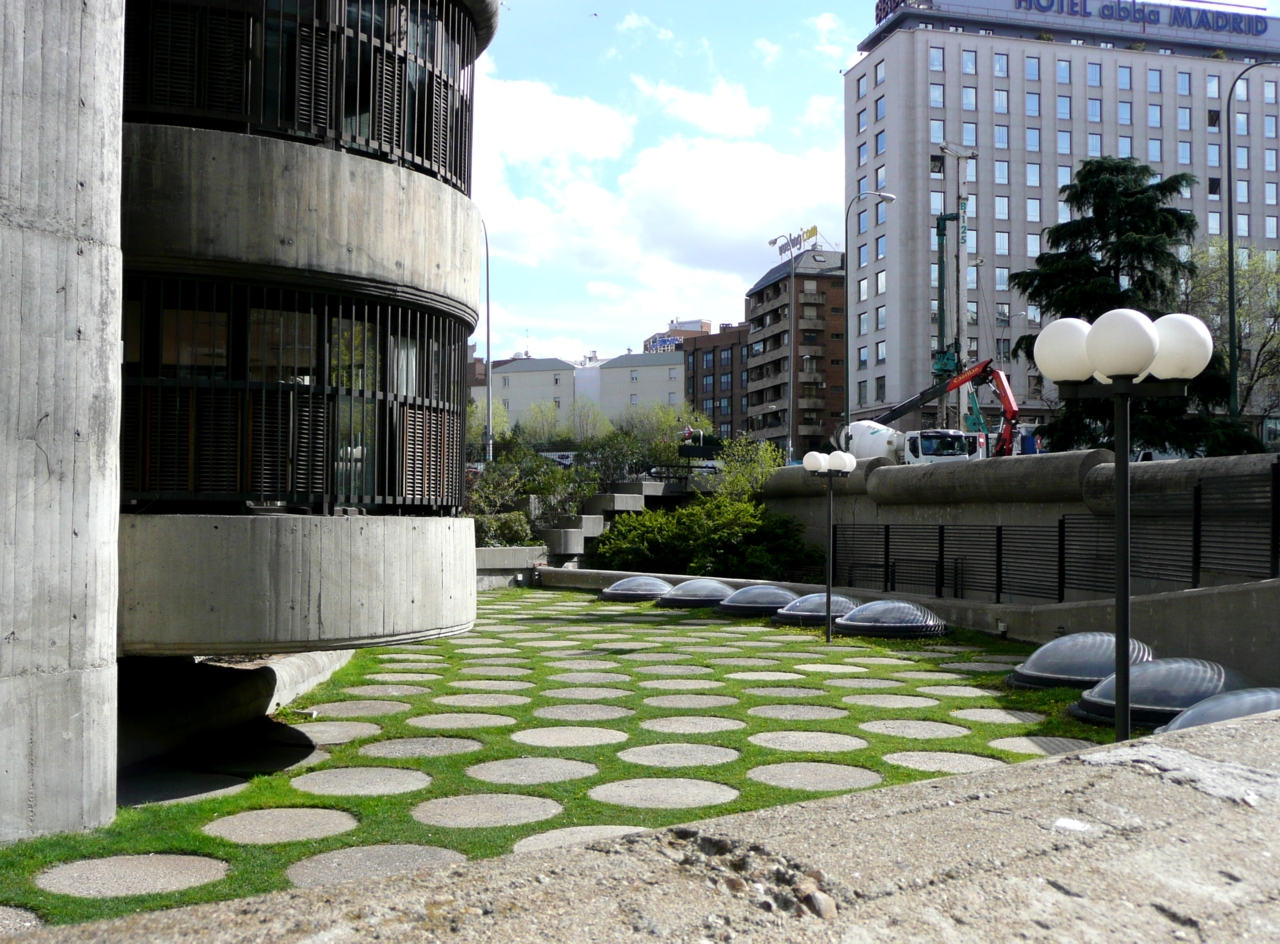
Planta baja
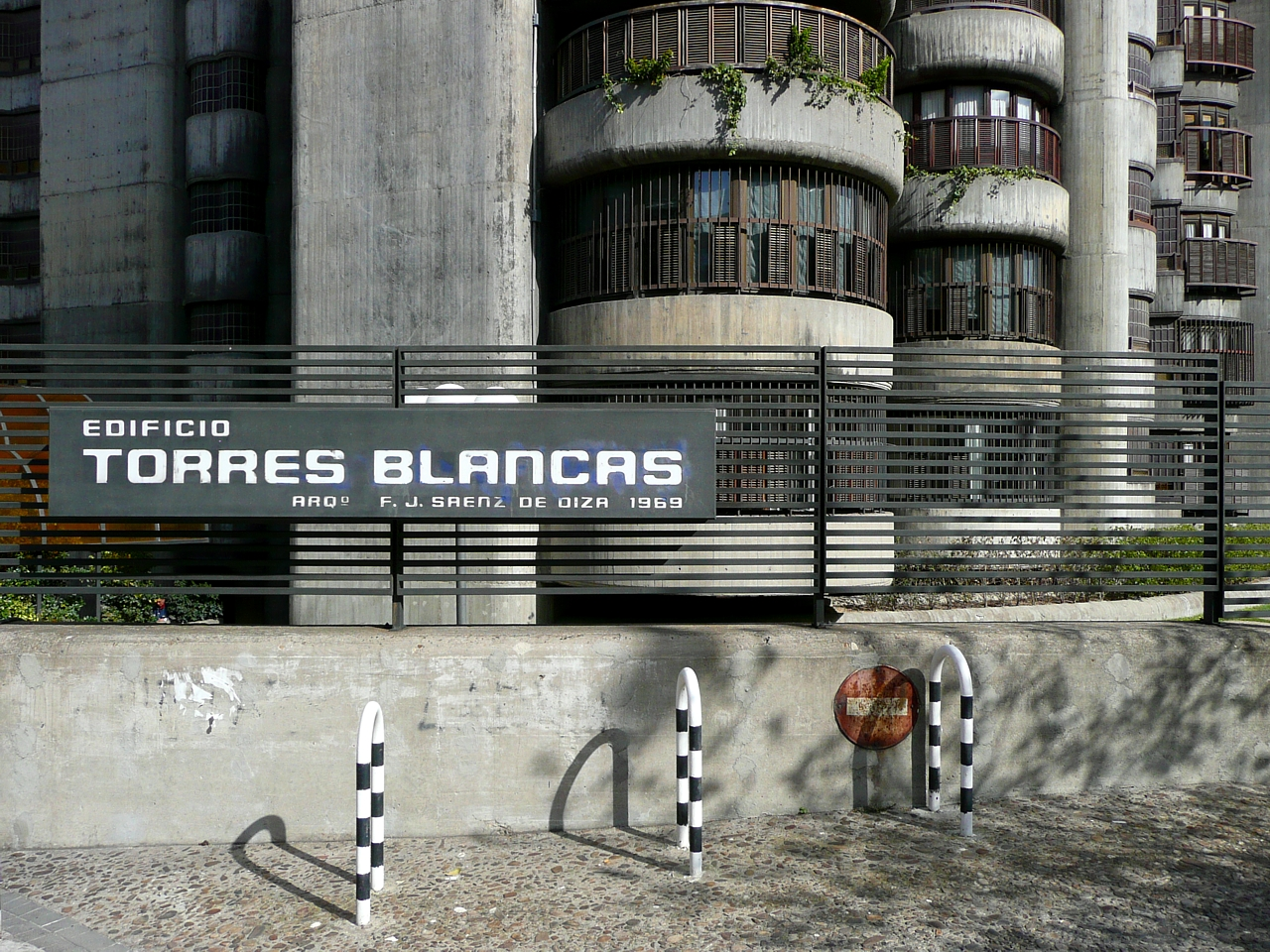
Vista desde la calle